# Patrick Ottoz
Patrick Jean Claude Ottoz (pron. fr. AFI: [patʁik ʒɑ̃ klod ɔto]) (Brescia, 15 giugno 1971) è un ex ostacolista italiano, specializzato nei 400 metri ostacoli; ha partecipato ai campionati mondiali di Göteborg 1995.
Ha un personale di 49"24, sui 400 m hs, che rappresenta la 8ª miglior prestazione italiana all-time.

## Biografia
Figlio di Eddy Ottoz (bronzo olimpico a Città del Messico 1968 sui 110 m hs) e Lyana Calvesi (i cui genitori sono stati anch'essi personaggi dell'atletica leggera italiana, Sandro Calvesi, tecnico degli ostacoli ed allenatore del padre Eddy e Gabre Gabric, ex atleta olimpica), nonché fratello di Laurent, atleta di classe mondiale sugli ostacoli alti, che con 13"42 detiene la 2ª miglior prestazione italiana all-time.
Negli anni 2000 si è sporadicamente dedicato all'atletica master, occupandosi prevalentemente, assieme alla madre, dell'attività della società Atletica Sandro Calvesi, prevalentemente come tecnico.

## Progressione
| Stagione | Risultato              | Luogo      | Data       | Rank. Mond. |
| -------- | ---------------------- | ---------- | ---------- | ----------- |
| 2002     | 53.89                  | Ginevra    | 15/06/2002 |             |
| 1999     | 50.14                  | La Spezia  | 12/06/1999 |             |
| 1997     | 50.40                  | Roma       | 28/05/1997 |             |
| 1996     | 49.24                  | Bologna    | 26/05/1996 |             |
| 1995     | 49.44                  | Cesenatico | 02/07/1995 |             |
| 1994     | 50.69                  | Napoli     |            |             |
| 1989     | 53.25 (junior)         | Massa      |            |             |
| 1988     | 55.09 (allievo, 84 cm) | Massa      |            |             |

## Palmarès
| Anno | Manifestazione      | Sede             | Evento   | Risultato    | Prestazione | Note  |
| ---- | ------------------- | ---------------- | -------- | ------------ | ----------- | ----- |
| 1995 | Campionati mondiali | Göteborg         | 400 m hs | elim. batt.  | 49"65       |       |
| 1995 | Universiadi         | Fukuoka          | 400 m hs | elim. semif. | 50"13       | [ 7 ] |
| 1999 | Universiadi         | Palma di Maiorca | 400 m hs | elim. semif. | 50"65       |       |